# Аван (район Еревана)
Аван — административный район Еревана, Республики Армения. Он расположен в северо-восточной части города. По состоянию на 1 января 2013 года численность населения района составляла 50 300 человек. Расположен на левом берегу реки Раздан.

## Название
Слово Аван в армянском языке заимствовано из среднеперсидского, оно имеет значение «село» или «здание». В прошлом неогороженные населенные пункты обычно назывались «поселениями» и этим отличались от городов. Сегодня Аван, имеющий статус одного из административных районов Еревана, был самостоятельным поселением в пределах Котайкского уезда Айраратской губернии, а в начале VII века был еще католикосатом.

## Общее описание
Административный район Аван имеет общие границы с административными районами Арабкир, Нор-Норк и Канакер-Зейтун. Граничит с Котайкской областью по внешней границе.
Район разделена на 4 квартала: Старый Аван, Новый Аван (Даниэл Варужан, Петрос Дурян, Егише Чаренц, Аветик Исаакян, Ованес Ованнисян, Саят-Нова, Валерий Брюсов, Ованес Туманян, Наапет Кучак, Григор Нарекаци), Аван-Ариндж, Ахи Анк (перевод — соляная шахта).

## Церкви
- Церковь Святой Катогике Циранавор
- Церковь Святого Иоанна
- Церковь Сурб Аствацацин, Аван

## Памятники
- Нарек (памятник, Ереван)
- Бюст Аветика Исаакяна (Исаакянский район)
- Скульптура «Святое семейство» (Аван-Ариндж)

## Улицы и парки
- улица Грачья Ачаряна
- улица Нвера Сафаряна
- улица Маршала Бабаджаняна
- улица Маршала Худякова
- улица Алматы
- улица Тамручи
- улица Душанбе
- Аван парк
- Ереванский ботанический сад
- парк Семейный

## Галерея
- Аванский храм
- Церковь Святого Ованнеса
- Церковь Св. Аствацацин
- Памятник «Нарек» в квартале Нарекаци (скульптор–Гамлет Матинян)
- Ереванский ботанический сад
- Ереванский ботанический сад
- Вход в Ереванский ботанический сад
- Площадка старшей школы №170 в Аване
- Дом культуры Авана
- Бюст Аветика Исаакяна в квартале Исаакян, Аван
- Входной памятник Аван Ариндж
- Памятник «Святое семейство» в парке Семейный
- Северная автостанция